# Simon Berg
Simon Berg (* 26. Februar 1973 in München) ist ein deutscher Sänger (Bass) und Dirigent.

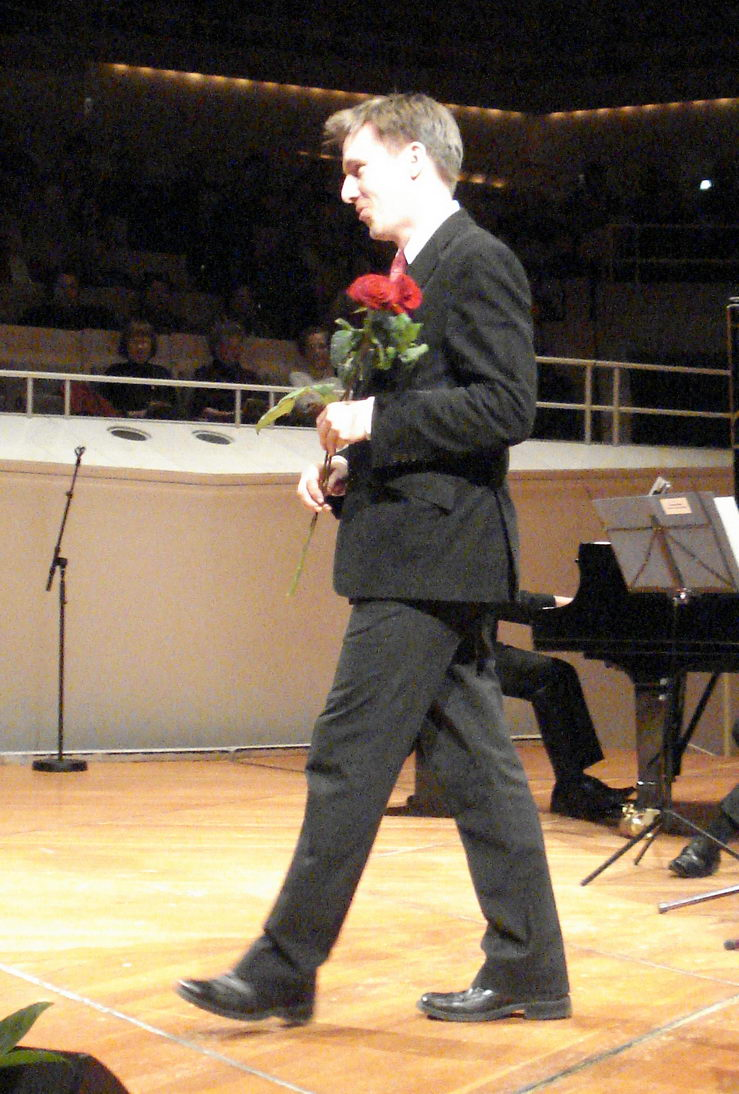
Simon Berg in der Philharmonie Berlin, Januar 2009

## Leben
Simon Berg wuchs in Bayerns Landeshauptstadt München auf. Nach dem Abitur war er von 1993 bis 1999 Student am Richard-Strauss-Konservatorium in den Sparten Gesang und Klavier. Als Organist und Chorleiter arbeitete Berg bereits seit 1989. Bei der Münchener Biennale war er am Staatstheater am Gärtnerplatz u. a. in Carl Orffs Astutuli auf der Bühne. Bei einigen Opernprojekten sang er die Partien des Papageno, Don Giovanni und Nick Shadow.
Bei Liederabenden und Oratorienkonzerten sowie Opern- und Operettenabenden tritt Berg als Bass auf. 2001 wurde er zum Dirigenten und Korrepetitor des Musicals Der Glöckner von Notre Dame im Theater am Potsdamer Platz Berlin berufen. Neben seiner Tätigkeit als Privatdozent für Klavier, Korrepetition und Gesang singt Simon Berg als Chormitglied der Deutschen Oper Berlin. 2002–2005 führten ihn mehrere Gastspiele an das Hansa-Theater sowie an das Theater Karlshorst in Berlin. 2004 war er Solist (Pilatus) der CD-Produktion der Matthäuspassion von Carl Philipp Emanuel Bach. Im Saalbau Neukölln war er bei der Uraufführung von Die Klage des Pleberio zu sehen. 2006 übernahm er die Leitung von RIAS-Forumkonzerten. Seit 2007 ist Berg Solist der Residenzkonzerte im Schloss Charlottenburg Berlin. Bei den Klassikfestspielen Monschau dirigierte er mehrere Operetten (u. a. Die lustige Witwe und Gräfin Mariza).
Im Wintergarten Varieté Berlin war er 2007 zu sehen in der Show Forioso!. 2009 sang er beim Benefizkonzert für UNDINE in der Philharmonie Berlin. Simon Berg lebt in Berlin.